# Castellet-lès-Sausses
Castellet-lès-Sausses är en kommun i departementet Alpes-de-Haute-Provence i regionen Provence-Alpes-Côte d'Azur i sydöstra Frankrike. Kommunen ligger  i kantonen Entrevaux som ligger i arrondissementet Castellane. År 2022 hade Castellet-lès-Sausses 140 invånare.

## Befolkningsutveckling
Antalet invånare i kommunen Castellet-lès-Sausses
Referens: INSEE